# 인도의 지방
인도의 지방(地方, 영어: division)은 인도의 행정 구역 가운데 하나이다. 상당수 주나 연방 직할지 아래에 있으며 구(District)보다 높은 개념이다. 델리와 나갈랜드, 라다크 연방 직할지 (2019년 이후)는 1개의 지방만으로 되어 있으며, 일부 주나 연방 직할지는 지방으로 나뉘지 않는다.

## 같이 보기
- 인도의 행정 구역
- 인도의 주
- 연방 직할지